# Nordkoreanischer Won
Der Won (Währungssymbol ₩, ISO 4217-Code: KPW) ist die Währung Nordkoreas. Ein Won ist in 100 Chŏn (Hangeul 전) unterteilt.

## Geschichte
Vor 1980 existierten Umlaufmünzen in drei Ausführungen: ohne, mit einem und mit zwei Sternen auf der Rückseite. Die Ausgaben ohne Stern waren für Nordkoreaner bestimmt, Münzen mit einem Stern für Besucher aus sozialistischen Ländern, Münzen mit zwei Sternen für Besucher aus kapitalistischen Ländern.
Für den Handel mit dem Ausland gab es eine spezielle Währung, die aber im Juli 2002 zugunsten ausländischer Währungen aufgegeben wurde. Nachdem kurze Zeit der US-Dollar Verwendung fand, wird heute der Euro und teilweise auch der japanische Yen benutzt.
Anfang Dezember 2009 führte die Zentralbank der Demokratischen Volksrepublik Korea einen Währungsschnitt durch, der alte Won wurde nur während einer kurzen Umtauschfrist in neue Won gewechselt, zum Kurs von 100:1, zwei Nullen der alten Währung also gestrichen. Nordkoreaner durften bis zum 6. Dezember 2009 pro Familie maximal 100.000 Won tauschen. Darüber hinausgehende Barbeträge wurden – nach unterschiedlichen Quellen – entweder zu 30 % (entspricht einem Kurs von bis zu 300:1) oder zum Kurs von 1000:1 umgetauscht.

## Verhältnis zu anderen Währungen
Ein offizieller Wechselkurs des Wons wird seitens der Regierung festgesetzt, der des alten Won war auf 1 Euro = 169 Won festgelegt. Auf dem Schwarzmarkt war er jedoch deutlich weniger wert.
Innerhalb Nordkoreas gewinnen auf den Märkten (den so genannten Changmadangs) ausländische Währungen zunehmend an Bedeutung. Vor allem der Chinesische Yuan breitet sich als vorherrschendes Zahlungsmittel aus. Hinzu kommt, dass die staatlichen Läden, die nur einheimische Währung akzeptieren, immer mehr an Bedeutung verlieren, da sie die Versorgung insbesondere mit Lebensmitteln schon seit längerem nicht mehr gewährleisten.

## Banknoten und Münzen

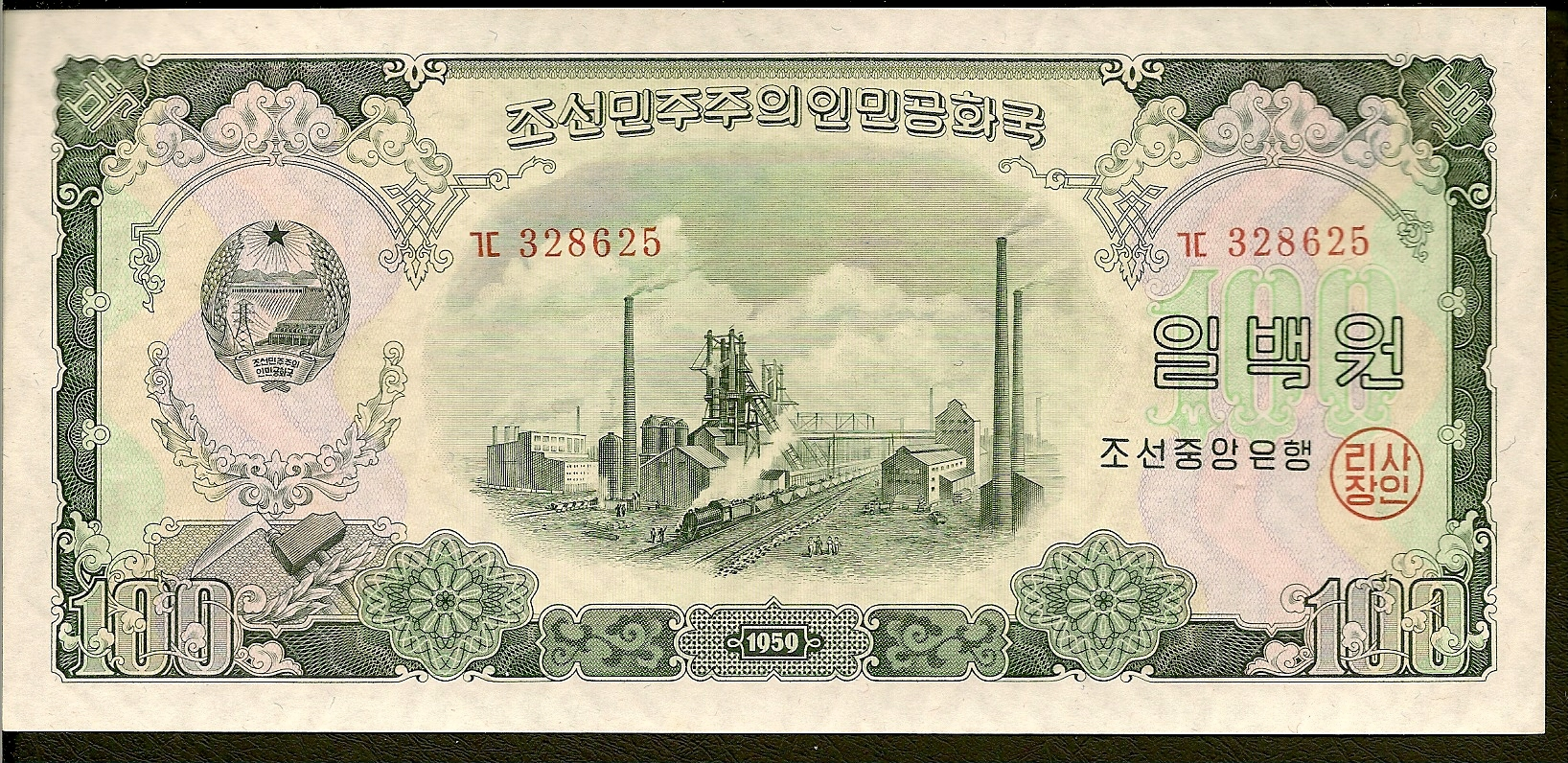
100 Nordkoreanische Won

Den neuen Won gibt es in Scheinen zu 5, 10, 50, 100, 200, 500, 1000, 2000 und 5000 Won sowie in Münzen zu 1, 5, 10 und 50 Chŏn und zu 1, 10, 50 und 100 Won.